# Gare de Corbenay
Gare de Corbenay vasútállomás Franciaországban, Corbenay településen.

## Vasútvonalak
Az állomást az alábbi vasútvonalak érintik:
- Blainville-Damelevières–Lure-vasútvonal
- Corbenay-Faymont-vasútvonal

## Kapcsolódó állomások
A vasútállomáshoz az alábbi állomások vannak a legközelebb: